# Pro League 2021-22
La temporada 2021-22 fue la 119.ª temporada de la Primera División de Bélgica la máxima categoría del fútbol profesional en Bélgica. El torneo comenzó el 23 de julio de 2021 y terminó el 22 de mayo de 2022.
El Club Brujas obtuvo su título número 18 de la Liga Belga y el tercero de manera consecutiva.

## Cambio de formato
Los clubes acordaron reducir el número de equipos nuevamente a 16, ya que debido a la pandemia de COVID-19, excepcionalmente ningún equipo descendió de la Primera División en la temporada 2019-20, lo que hace que la liga se expanda temporalmente a 18. Por lo tanto, normalmente, la temporada comenzará con una fase inicial de todos contra todos en la que todos los equipos se enfrentan dos veces, seguida de los playoffs de fin de temporada más cortos en los que solo los 8 mejores participara. Los playoffs por el título los jugarán los cuatro mejores equipos (en lugar de seis) y los playoffs de Europa los jugarán los equipos que terminen del quinto al octavo (en lugar de que todos los equipos terminen por debajo del sexto). Como resultado, para todos los equipos que terminen por debajo del octavo lugar, la temporada terminará una vez que se complete la fase de todos contra todos, y los equipos en las últimas tres posiciones serán relegados. Los clubes aun tienen que confirmar que esta será la estructura, ya que algunos clubes han pedido que el número de equipos permanezca en 18.

## Ascensos y descensos
Descendieron la temporada anterior Waasland-Beveren y Royal Excel Mouscron, y ascienden Union Saint-Gilloise y RFC Seraing. El exgigante del fútbol belga Union Saint-Gilloise regresa a la máxima categoría después de 48 años, habiendo ganado el título de la Primera División de Bélgica en 11 oportunidades, el último de ellos en 1935. El equipo de Seraing es un recién llegado al más alto nivel, aunque un ex equipo con el mismo nombre, RFC Seraing (1904), jugó por última vez en el nivel superior hace 25 temporadas y muchos aficionados ven al Seraing actual como una continuación del anterior.
| Pos. | Descendido de la Pro League 2020-21 |
| ---- | ----------------------------------- |
| 17.° | Waasland-Beveren                    |
| 18.° | Royal Excel Mouscron                |

| Pos. | Ascendidos de la Segunda División 2020-21 |
| ---- | ----------------------------------------- |
| 1.°  | Union Saint-Gilloise                      |
| 2.°  | RFC Seraing                               |

## Equipos participantes
| Club                 | Ciudad       | Estadio                       | Capacidad |
| -------------------- | ------------ | ----------------------------- | --------- |
| Anderlecht           | Bruselas     | Estadio Constant Vanden Stock | 21.500    |
| Beerschot            | Amberes      | Estadio Olímpico de Amberes   | 12.771    |
| Charleroi            | Charleroi    | Estadio del País de Charleroi | 14.000    |
| Cercle Brugge        | Brujas       | Estadio Jan Breydel           | 29.042    |
| Club Brujas          | Brujas       | Estadio Jan Breydel           | 29.042    |
| KAS Eupen            | Eupen        | Kehrweg Stadion               | 8.363     |
| KRC Genk             | Genk         | Luminus Arena                 | 24.956    |
| KAA Gante            | Gante        | Ghelamco Arena                | 20.000    |
| KV Kortrijk          | Kortrijk     | Guldensporen Stadion          | 9.399     |
| Oud-Heverlee Leuven  | Lovaina      | Den Dreef Stadion             | 10.000    |
| RKV Malinas          | Mechelen     | Stadion Achter de Kazerne     | 16.700    |
| KV Oostende          | Ostende      | Versluys Arena                | 8.432     |
| RFC Seraing          | Seraing      | Stade du Pairay               | 8.207     |
| Royal Antwerp        | Amberes      | Bosuilstadion                 | 12.975    |
| Sint-Truidense       | Sint-Truiden | Stayen                        | 14.600    |
| Standard Lieja       | Lieja        | Estadio Maurice Dufrasne      | 30.023    |
| Union Saint-Gilloise | Saint-Gilles | Stade Joseph Marien           | 8.000     |
| SV Zulte Waregem     | Waregem      | Regenboogstadion              | 12.500    |

## Temporada regular

### Tabla de posiciones
| Pos. | Equipo               | Pts. | PJ | G  | E  | P  | GF | GC | Dif. | Clasificación o descenso                                                      |
| ---- | -------------------- | ---- | -- | -- | -- | -- | -- | -- | ---- | ----------------------------------------------------------------------------- |
| 1    | Union Saint-Gilloise | 77   | 34 | 24 | 5  | 5  | 78 | 27 | +51  | Clasifica a la Liga Europa Conferencia de la UEFA 2022-23 y a los Play-offs I |
| 2    | Club Brujas          | 72   | 34 | 21 | 9  | 4  | 72 | 37 | +35  | Clasifican a los Play-offs I                                                  |
| 3    | Anderlecht           | 64   | 34 | 18 | 10 | 6  | 72 | 36 | +36  | Clasifican a los Play-offs I                                                  |
| 4    | Antwerp              | 63   | 34 | 19 | 6  | 9  | 55 | 38 | +17  | Clasifican a los Play-offs I                                                  |
| 5    | Gante                | 62   | 34 | 18 | 8  | 8  | 56 | 30 | +26  | Clasifican a los Play-offs II                                                 |
| 6    | Charleroi            | 54   | 34 | 15 | 9  | 10 | 55 | 46 | +9   | Clasifican a los Play-offs II                                                 |
| 7    | Malinas              | 52   | 34 | 15 | 7  | 12 | 57 | 61 | −4   | Clasifican a los Play-offs II                                                 |
| 8    | Genk                 | 51   | 34 | 15 | 6  | 13 | 66 | 47 | +19  | Clasifican a los Play-offs II                                                 |
| 9    | Sint-Truidense       | 51   | 34 | 15 | 6  | 13 | 42 | 40 | +2   |                                                                               |
| 10   | Círculo de Brujas    | 45   | 34 | 12 | 9  | 13 | 49 | 46 | +3   |                                                                               |
| 11   | OH Leuven            | 41   | 34 | 10 | 11 | 13 | 47 | 58 | −11  |                                                                               |
| 12   | Oostende             | 37   | 34 | 10 | 7  | 17 | 34 | 61 | −27  |                                                                               |
| 13   | Kortrijk             | 37   | 34 | 9  | 10 | 15 | 43 | 48 | −5   |                                                                               |
| 14   | Standard de Lieja    | 36   | 34 | 9  | 9  | 16 | 32 | 51 | −19  |                                                                               |
| 15   | Eupen                | 32   | 34 | 8  | 8  | 18 | 37 | 61 | −24  |                                                                               |
| 16   | Zulte Waregem        | 32   | 34 | 8  | 8  | 18 | 42 | 69 | −27  |                                                                               |
| 17   | Seraing              | 28   | 34 | 8  | 4  | 22 | 30 | 68 | −38  | Clasifica al play-off por la permanencia                                      |
| 18   | Beerschot (D)        | 16   | 34 | 4  | 4  | 26 | 33 | 76 | −43  | Descenso a la Primera División B                                              |

 Fuente: Jupiler Pro League, Soccerway
Criterios de clasificación: 1) Puntos; 2) Partidos ganados; 3) Gol diferencia; 4) Goles anotados; 5) Partidos ganados de visitante; 6) Diferencia de goles de visitante; 7) Goles de visitante anotados; 8) Play-off.
Notas:
1. ↑  Los ganadores de la temporada regular clasifican a la Liga Europa Conferencia de la UEFA 2022-23 si es que no clasifican a la Liga de Campeones de la UEFA 2022-23 en los play-offs o para la Liga de Europa de la UEFA 2022-23 a través de Copa de Bélgica 2021-22.

### Resultados
| Local \ Visitante    | CLU | ANT | AND | GNK | OOS | STA | GNT | KVM | BEE | ZWA | OHL | EUP | CHA | KVK | STR | CER | USG | SER |
| -------------------- | --- | --- | --- | --- | --- | --- | --- | --- | --- | --- | --- | --- | --- | --- | --- | --- | --- | --- |
| Club Brujas          |     | 4–1 | 2–2 | 3–1 | 3–0 | 2–2 | 1–2 | 2–0 | 3–2 | 3–0 | 1–1 | 2–2 | 2–0 | 2–0 | 2–0 | 1–1 | 0–0 | 3–2 |
| Antwerp              | 1–1 |     | 2–0 | 4–2 | 3–0 | 2–3 | 1–0 | 1–2 | 2–1 | 1–0 | 2–2 | 4–2 | 3–0 | 0–1 | 1–1 | 1–1 | 0–2 | 2–1 |
| Anderlecht           | 1–1 | 2–1 |     | 2–0 | 3–0 | 1–1 | 1–1 | 7–2 | 4–2 | 3–2 | 2–2 | 4–1 | 4–0 | 1–1 | 2–0 | 0–2 | 1–3 | 3–0 |
| Genk                 | 2–3 | 1–1 | 1–0 |     | 3–4 | 2–0 | 0–3 | 4–1 | 4–1 | 2–0 | 4–0 | 5–0 | 4–2 | 2–0 | 0–1 | 1–1 | 1–1 | 3–0 |
| Oostende             | 1–3 | 1–2 | 2–2 | 0–4 |     | 1–0 | 1–0 | 2–4 | 3–1 | 0–2 | 1–3 | 2–1 | 0–3 | 0–2 | 0–0 | 2–1 | 1–7 | 2–2 |
| Standard de Lieja    | 2–2 | 2–5 | 0–1 | 1–1 | 1–0 |     | 0–1 | 1–2 | 1–0 | 0–1 | 2–2 | 1–0 | 0–3 | 1–1 | 1–2 | 1–1 | 1–3 | 0–1 |
| Gante                | 6–1 | 0–1 | 1–0 | 1–0 | 1–1 | 3–1 |     | 2–0 | 2–2 | 2–1 | 5–0 | 2–0 | 2–3 | 2–2 | 2–1 | 2–1 | 0–2 | 4–0 |
| Malinas              | 2–1 | 3–2 | 0–1 | 1–1 | 3–0 | 3–1 | 4–3 |     | 3–2 | 2–2 | 2–0 | 1–3 | 2–2 | 3–2 | 0–1 | 2–2 | 3–1 | 2–0 |
| Beerschot            | 1–3 | 0–1 | 0–7 | 2–0 | 0–2 | 0–1 | 0–2 | 0–1 |     | 3–3 | 3–1 | 0–3 | 2–3 | 2–1 | 0–1 | 0–1 | 0–3 | 3–0 |
| Zulte Waregem        | 0–4 | 2–1 | 1–2 | 2–6 | 0–0 | 1–2 | 1–2 | 3–2 | 2–0 |     | 1–1 | 3–0 | 2–2 | 2–2 | 0–2 | 2–4 | 0–2 | 1–0 |
| OH Leuven            | 1–4 | 0–1 | 0–0 | 2–1 | 1–0 | 2–1 | 0–1 | 5–0 | 0–0 | 1–1 |     | 1–4 | 1–1 | 2–1 | 4–1 | 3–2 | 1–4 | 1–3 |
| Eupen                | 1–3 | 0–1 | 1–1 | 3–2 | 0–2 | 0–2 | 0–1 | 1–1 | 1–0 | 1–1 | 3–1 |     | 0–4 | 2–2 | 2–1 | 0–2 | 2–3 | 1–2 |
| Charleroi            | 0–1 | 1–1 | 1–3 | 2–0 | 1–0 | 0–0 | 0–0 | 0–2 | 5–2 | 3–0 | 0–3 | 3–0 |     | 1–1 | 0–0 | 5–0 | 0–3 | 2–0 |
| Kortrijk             | 0–1 | 0–2 | 2–3 | 1–2 | 1–0 | 0–1 | 1–0 | 2–2 | 1–1 | 5–0 | 2–1 | 1–1 | 2–2 |     | 1–3 | 0–2 | 2–3 | 2–0 |
| Sint-Truidense       | 1–2 | 2–1 | 2–2 | 1–2 | 1–1 | 3–0 | 2–1 | 1–1 | 3–2 | 1–3 | 2–0 | 2–0 | 0–1 | 0–2 |     | 1–2 | 1–2 | 3–1 |
| Círculo de Brujas    | 2–0 | 0–1 | 1–2 | 2–2 | 0–1 | 1–1 | 2–2 | 3–1 | 2–0 | 3–1 | 1–1 | 1–2 | 1–2 | 2–0 | 0–1 |     | 0–3 | 2–0 |
| Union Saint-Gilloise | 0–1 | 1–2 | 1–0 | 2–1 | 1–1 | 4–0 | 0–0 | 2–0 | 5–0 | 2–1 | 1–3 | 0–0 | 4–0 | 2–0 | 0–1 | 3–2 |     | 4–2 |
| Seraing              | 0–5 | 0–1 | 0–5 | 0–2 | 2–3 | 0–1 | 0–0 | 1–0 | 2–1 | 5–1 | 1–1 | 0–0 | 1–3 | 0–2 | 2–0 | 2–1 | 0–4 |     |

## Play-offs I
Los puntos obtenidos durante la temporada regular se redujeron a la mitad (y se redondearon) antes del inicio de los playoffs.

### Posiciones
| Pos. | Equipo               | Pts. | PJ | G | E | P | GF | GC | Dif. | Clasificación                                           |
| ---- | -------------------- | ---- | -- | - | - | - | -- | -- | ---- | ------------------------------------------------------- |
| 1    | Club Brujas (C)      | 50   | 6  | 4 | 2 | 0 | 8  | 2  | +6   | Fase de grupos de Liga de Campeones                     |
| 2    | Union Saint-Gilloise | 46   | 6  | 2 | 1 | 3 | 5  | 5  | 0    | Tercera ronda clasificatoria de Liga de Campeones       |
| 3    | Anderlecht           | 40   | 6  | 2 | 2 | 2 | 8  | 7  | +1   | Tercera ronda clasificatoria de Liga Europa Conferencia |
| 4    | Royal Antwerp        | 36   | 6  | 1 | 1 | 4 | 3  | 10 | −7   | Segunda ronda clasificatoria de Liga Europa Conferencia |

 Fuente: Jupiler Pro League , Soccerway
Criterios de clasificación: 1) Puntos; 2) Puntos sin el medio punto añadido debido al redondeo (posible); 3) Posición final en la temporada regular.

### Resultados
| Local \ Visitante    | USG | ANT | AND | CLU |
| -------------------- | --- | --- | --- | --- |
| Union Saint-Gilloise |     | 0–1 | 3–1 | 0–2 |
| Royal Antwerp        | 0–0 |     | 0–4 | 1–3 |
| Anderlecht           | 0–2 | 2–1 |     | 0–0 |
| Club Brujas          | 1–0 | 1–0 | 1–1 |     |

## Play-offs II
Los puntos obtenidos durante la temporada regular se redujeron a la mitad (y se redondearon) antes del inicio de los playoffs. Sin embargo, debido al hecho de que Gante ganó la Copa de Bélgica de 2021-22, ya se clasificó para la Ronda de play-off de la Liga Europa 2022-23. Como resultado, dado que Gante ganó el play-off II, no se realizaron play-offs de competición europea y el cuarto clasificado de la eliminatoria I se clasificó automáticamente.

### Posiciones
| Pos. | Equipo    | Pts. | PJ | G | E | P | GF | GC | Dif. | Clasificación o descenso            |
| ---- | --------- | ---- | -- | - | - | - | -- | -- | ---- | ----------------------------------- |
| 1    | Gante     | 43   | 6  | 4 | 0 | 2 | 9  | 5  | +4   | Ronda de play-off de la Liga Europa |
| 2    | Genk      | 37   | 6  | 3 | 2 | 1 | 10 | 8  | +2   |                                     |
| 3    | Charleroi | 34   | 6  | 2 | 1 | 3 | 10 | 12 | −2   |                                     |
| 4    | Malinas   | 30   | 6  | 1 | 1 | 4 | 6  | 10 | −4   |                                     |

 Fuente: Jupiler Pro League, Soccerway
Criterios de clasificación: 1) Puntos; 2) Puntos sin el medio punto añadido debido al redondeo (posible); 3) Posición final en la temporada regular.
Notas:
1. ↑  Gante clasificó a la Ronda de play-off de la Liga Europa como los ganadores de la Copa de Bélgica 2021-22.

### Resultados
| Local \ Visitante | GNT | MEC | CHA | GNK |
| ----------------- | --- | --- | --- | --- |
| Gante             |     | 1–0 | 1–2 | 0–1 |
| Malinas           | 1–2 |     | 1–0 | 0–0 |
| Charleroi         | 1–3 | 3–2 |     | 2–2 |
| Genk              | 0–2 | 4–2 | 3–2 |     |

## Play-offs de promoción
El 17.° puesto de este torneo, Seraing, se enfrentó en partidos de ida y vuelta al subcampeón de la Segunda División, Racing White Daring Molenbeek. El ganador jugó la próxima temporada en la máxima categoría del fútbol belga.
| Ida; 23 de abril de 2022 | RWD Molenbeek | 0 – 1   | Seraing        | Estadio Edmond Machtens, Molenbeek-Saint-Jean |                                |
| 18:30 CEST               |               | Reporte | Mikautadze 45' | Árbitro(s): Bram Van Driessche                | Árbitro(s): Bram Van Driessche |

| Vuelta; 30 de abril de 2022 | Seraing | 0 – 0 (Global 1 – 0) | RWD Molenbeek | Stade du Pairay, Seraing    |                             |
| 20:45 CEST                  |         | Reporte              |               | Árbitro(s): Jonathan Lardot | Árbitro(s): Jonathan Lardot |

- Seraing ganó 1-0 en el resultado global, por tanto permaneció en la Pro League. RWD Molenbeek también permaneció en la Segunda División.

## Estadísticas

### Goleadores
| Rank | Jugador              | Club                  | Goles |
| ---- | -------------------- | --------------------- | ----- |
| 1    | Deniz Undav          | Union Saint-Gilloise  | 26    |
| 2    | Michael Frey         | Royal Antwerp F. C.   | 24    |
| 3    | Paul Onuachu         | K. R. C. Genk         | 21    |
| 3    | Tarik Tissoudali     | K. A. A. Gent         | 21    |
| 5    | Jelle Vossen         | S. V. Zulte Waregem   | 17    |
| 6    | Nikola Storm         | K. V. Mechelen        | 15    |
| 6    | Joshua Zirkzee       | R. S. C. Anderlecht   | 15    |
| 8    | Charles De Ketelaere | Club Brujas           | 14    |
| 9    | Hugo Cuypers         | K. V. Mechelen        | 13    |
| 9    | Zinho Gano           | S. V. Zulte Waregem   | 13    |
| 9    | Shamar Nicholson     | Royal Charleroi S. C. | 13    |
| 9    | Dante Vanzeir        | Union Saint-Gilloise  | 13    |

### Asistencias
| Rank | Jugador             | Club                  | Asistencias |
| ---- | ------------------- | --------------------- | ----------- |
| 1    | Junya Ito           | K. R. C. Genk         | 16          |
| 2    | Xavier Mercier      | Oud-Heverlee Leuven   | 14          |
| 3    | Jean-Luc Dompé      | S. V. Zulte Waregem   | 12          |
| 3    | Ryōta Morioka       | Royal Charleroi S. C. | 12          |
| 3    | Noa Lang            | Club Brujas           | 12          |
| 6    | Sergio Gómez Martín | R. S. C. Anderlecht   | 11          |
| 7    | Dante Vanzeir       | Union Saint-Gilloise  | 9           |
| 8    | Hugo Cuypers        | K. V. Mechelen        | 8           |
| 8    | Deniz Undav         | Union Saint-Gilloise  | 8           |